# Priorado de Bromehill
O Priorado de Bromehill foi um priorado agostiniano em Norfolk, Inglaterra. Foi fundado antes de 1224 por Sir Hugh de Plaiz. Foi suprimido em 1528 e depois dissolvido na primeira metade do  século XVI.